# Oscar Antonsson
Oscar Arvid Antonsson (* 31. Januar 1898 in Lund; † 23. Februar 1960 in Stockholm) war ein schwedischer Kunsthistoriker, Zeichner und Bildhauer.

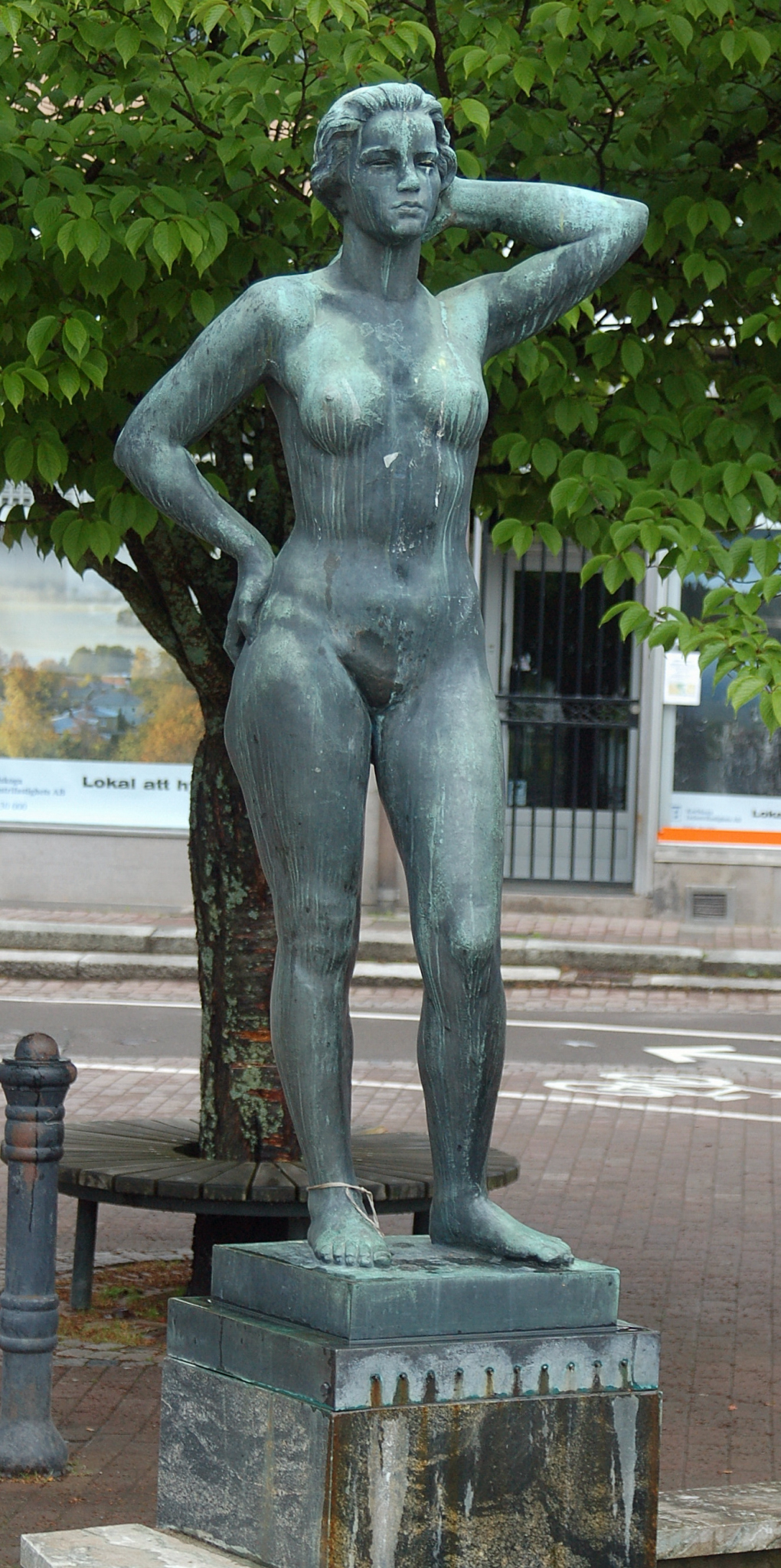
Morgon (Morgen, 1940) in Karlskoga

## Leben
Oscar Antonsson studierte bis 1923 Kunstgeschichte an der Universität Lund und wurde 1937 an der Universität Uppsala mit einer Dissertation über den Hermes des Praxiteles promoviert wurde. Seit 1930 war er am Nationalmuseum in Stockholm tätig, zunächst als Assistent, ab 1934 als Kurator, ab 1944 als stellvertretender Direktor und ab 1946 als Direktor.
Er unternahm Studienreisen in ganz Europa und widmete sich schon als Student auch der Bildenden Kunst, insbesondere als Zeichner, dann aber vor allem als Bildhauer mit Bronzeskulpturen.

## Veröffentlichungen (Auswahl)
- The Praxiteles marble group in Olympia. Petterson, Stockholm 1937 (Dissertation).
- Sergels ungdom och Romtid. Norstedt, Stockholm 1942.
- Antik konst. En konstbok från Nationalmuseum. Ehlins, Stockholm 1958.
- mit Boo von Malmborg: Gustaf III:s Antikmuseum på Stockholms Slott. Stockholm 1958.